# Херман Џ. Манкевиц
Херман Џејкоб Манкевиц (енгл. Herman J. Mankiewicz; Њујорк, 7. новембар 1897 − Холивуд, 5. март. 1953), био је амерички сценариста, драмски писац и позоришни критичар. Започео је каријеру као дописник из Берлина за Чикаго трибјун, а потом је постао редовни колумниста Њујорк тајмса и Њујоркера. Преселио се за Холивуд 1926, где је започео писање сценарија за неме филмове. За врло кратко време успео је да се избори за место главештине одељења за сценарије студија Парамаунт, где му је задужење било да бира најбоље сценаристе. Почетком појаве звучних филмова постао је најплаћенији сценариста Холивуда. Оштра сатира и вицкасти хумор његових сценарија почивали су готово искључиво на дијалогу, који је био главни носилац и покретач радње, створивши стил који ће се повезивати са „типичним америчким филмом” тог периода. Често су му тражили да поправља и унапређује сценарије других писаца. Такође, стекао је репутацију централне тачке око које су се вртеле виђеније холивудске забаве и пријеми, где је, чешће пијан него трезан, оштрим хумором успевао да увреди сваку особу у просторији.
Врхунац каријере је доживео када је написао заједно са Орсоном Велсом сценарио за филм Грађанин Кејн. За овај сценарио награђен је Оскаром (1942). Поред Грађанина Кејна написао је или је сарађивао на писању филмских остварења Чаробњак из Оза, Вечера у осам, Човек света, Понос Сент Луиса, Понос Јенкија итд. Филмска критичарка Полин Каел је истакла да је Манкевиц написао или је сарађивао на писању око четвртине филмова које памти као најбоље из двадесетих и тридесетих година.
Његов млађи брат био је режисер Џозеф Л. Манкевиц. 